# U.S. Siracusa
Siracusa Srl của Mỹ, thường được gọi đơn giản là Siracusa, là một câu lạc bộ bóng đá Ý đến từ Syracuse, Sicily.
Câu lạc bộ đã rút khỏi bóng đá chuyên nghiệp vào năm 2012. Một câu lạc bộ thay thế bất hợp pháp, đã được thăng cấp lên Lega Pro vào năm 2016 với tên Siracusa Calcio (được gọi là ASD Città di Siracusa từ 2014 đến 2016 và Câu lạc bộ thể thao Siracusa từ 2013-2014). Một câu lạc bộ thay thế bất hợp pháp khác, còn được gọi là ASD Città di Siracusa, chỉ tồn tại trong một mùa từ 2012 đến 2013.
Bản thân US Siracusa  là một câu lạc bộ kế thừa bất hợp pháp của AS Siracusa.

## Lịch sử
US Siracusa là một người thừa kế bất hợp pháp của AS Siracusa, tập trung vào bóng đá trẻ từ năm 1995, cho đến khi giải thể vào khoảng năm 2006.

### U.S. Siracusa
Unione Sportiva Aldo Marcozzi 1956 là một đội từ Syracuse. Vào khoảng năm 1991, đội đã trở thành một công ty sản xuất bia với P.IVA 01007200890. Đội đã chơi năm 1995-96 Promozione Sicily (giải hạng 7 lúc đó). Năm 1996 câu lạc bộ đã đổi tên thành Unione Sportiva Dilettanti Siracusa Srl, với tư cách là đội bóng lớn đại diện cho thành phố trong bóng đá cấp cao, sau khi AS Siracusa bị trục xuất khỏi giải đấu chuyên nghiệp năm 1995. Tuy nhiên, một trong những câu lạc bộ thanh thiếu niên liên kết của US Siracusa, vẫn được sử dụng cái tên Aldo Marcozzi ít nhất cho đến mùa giải 2004-05. Mùa giải đó, Aldo Marcozzi kết thúc ở vị trí thứ tư của bảng B của Siracusa Tỉnh Allievi League, trong khi AS Siracusa kết thúc ở vị trí thứ 8. Đội bóng dưới 17 tuổi của US Siracusa đã được chơi ở National Allievi League - Serie D Division mùa đó.
Đội bóng đã đến Serie D vào năm 1999 (giải hạng năm tại thời điểm đó), nhưng nhanh chóng xuống hạng trở lại Eccellenza Sicily. Siracusa trở lại chơi Serie D năm 2002; kể từ đó, đội Sicilia đã không thành công khi cố gắng đạt được một vị trí trong bóng đá chuyên nghiệp cho đến năm 2009, khi họ thống trị Nhóm I của Serie D, cuối cùng được thăng hạng trở lại Lega Pro Seconda Divisione (Serie C2) trước sáu vòng sau chiến thắng trên sân nhà 2-0 trước Rosarno trước 5.000 cổ động viên địa phương. Sau khi thăng hạng, câu lạc bộ đã bỏ từ "nghiệp dư" (tiếng Ý: dilettanti), để trở thành Unione Sportiva Siracusa Srl.
Trong mùa giải đầu tiên trở lại chuyên nghiệp, Siracusa đã bổ nhiệm lại Giuliano Sonzogni làm huấn luyện viên trưởng; Sonzogni yêu thích của người hâm mộ đã từng là huấn luyện viên trưởng trong những gì sau đó được chứng minh là mùa giải thành công nhất trong lịch sử câu lạc bộ, vào năm 1994-95 (với AS Siracusa).   

Trong mùa giải 2011-12, do huấn luyện viên Andrea Sottil dẫn dắt, ở mùa giải đầu tiên vào bóng đá chuyên nghiệp, Siracusa thực sự đã giành được Lega Pro Prima Divisione bằng cách kiếm được nhiều điểm hơn bất kỳ đội nào khác trong năm đó. Tuy nhiên, do rắc rối tài chính một lần nữa, thay vì được thăng hạng trực tiếp lên Serie B, US Siracusa đã bị phạt 5 điểm trong cùng một mùa giải, khiến cho câu lạc bộ phải xuống hạng thứ ba. Thất bại sau trận bán kết với Lanciano không giúp ích gì cho việc họ thăng hạng lên Serie B sau gần sáu thập kỷ.
Sau khi kết thúc mùa giải 2011-12, U.S Siracusa đã không kháng cáo loại trừ bởi hội đồng liên bang của Liên đoàn bóng đá Ý (FIGC) và nó bị loại trừ bởi bóng đá chuyên nghiệp Ý.
Tuy nhiên, các đội trẻ của US Siracusa vẫn được phép chơi trong mùa 2012-13, cũng như giữ lại số đăng ký của câu lạc bộ: 79957. Đội Jacanissimi của họ xuống hạng trực tiếp từ Sicilia Giovanissimi League; trong khi đội Allievi của họ kết thúc với vị trí thứ tư của bảng H của giải Sicilia Allievi League. Trong mùa giải tiếp theo, đội Allievi kết thúc ở vị trí thứ 11 của bảng E. Tuy nhiên, cao hơn 2 vị trí so với người thừa kế bất hợp pháp, Câu lạc bộ thể thao Siracusa. U.S Siracusa cũng áp dụng trạng thái không hoạt động bằng cách rút các đội trẻ khỏi giải đấu từ năm 2014 trở đi.

## Di sản
Vào ngày 31 tháng 8 năm 2012, một câu lạc bộ kế thừa bất hợp pháp đã được khởi động lại từ Terza Cargetoria - Tỉnh Syracuse với tên ASD Città di Siracusa (số đăng ký: 936289). Câu lạc bộ đã bị giải thể vào năm 2013 và SC Siracusa / ASD Città di Siracusa / Siracusa Calcio (số đăng ký: 917156) đã trở thành câu lạc bộ bóng đá chính của thành phố.

## Màu sắc và huy hiệu
Màu sắc của đội là xanh da trời và trắng.

## Sân vận động
Đội đầu tiên của US Siracusa đã chơi ở Stadio Nicola De Simone, có thể chứa 5.946 người.

## Danh dự
- Serie D:

- Thăng hạng (1): 2008-09

- Eccellenza Sicily:

- Chiến thắng (1): 1997-98
- Thăng hạng (1): 2001-02

- Promozione Sicily:

- Thăng hạng (1): 1995-96